# Medha Patkar

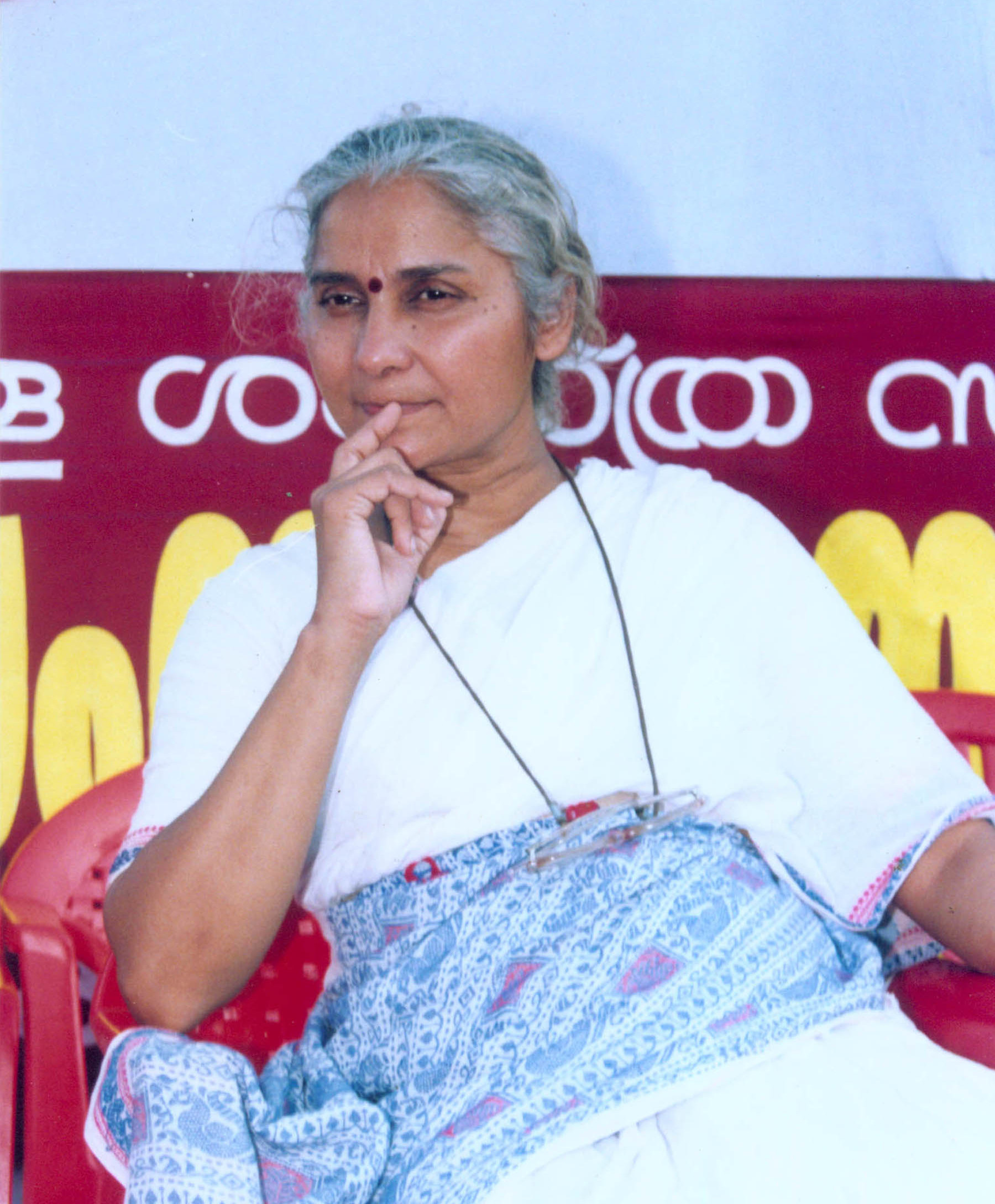
Patkar im Jahr 2002

Medha Patkar (Hindi मेधा पाटकर; * 1. Dezember 1954 in Bombay, heute Mumbai) ist eine indische Ökologin und Bürgerrechtlerin. Sie wurde als Führerin der Bewegung „Rettet die Narmada“ (नर्मदा बचाओ आंदोलन, Narmada Bachao Andolan) bekannt, die sich für die Rechte der von Großstaudämmen vertriebenen Menschen einsetzt. Patkar geht bei ihren Protesten nach dem Vorbild Mahatma Gandhis vor.

## Leben
Patkar wurde als Medha Khanolkar geboren; ihr Vater, Vasant Khanolkar, war Freiheitskämpfer und Gewerkschaftsführer, ihre Mutter Indumati engagierte sich für finanziell benachteiligte Frauen. Bereits in jungen Jahren zeigte sie ein starkes soziales Bewusstsein. Sie absolvierte ein Masterstudium in Sozialarbeit am Tata Institute of Social Sciences in Mumbai. Von 1998 bis 2000 war sie Mitglied der Weltkommission für Staudämme.

## Wirken
Das Staudammprojekt des fünftgrößten Flusses von Indien, der Narmada, ging 1979 in Planung und umfasst den Bau von einigen tausend Staudämmen verschiedener Größe am Fluss, der nördlich von Mumbai (Bombay) liegt. Im Jahr 1985 gründete Patkar die Narmada Bachao Andolan (NBA), eine Bewegung gegen den Bau einer Reihe von Staudämmen im Narmada-Tal, insbesondere des Sardar-Sarovar-Staudamms. Der Bau dieses Damms hätte zur Überflutung von über 37.000 Hektar Wald- und Ackerland geführt und mehr als 320.000 Menschen, hauptsächlich aus Stammesgemeinschaften, vertrieben. Patkar organisierte friedliche Proteste und Hungerstreiks, um auf die Missstände aufmerksam zu machen.
Trotz wiederholter Verhaftungen und Polizeigewalt setzte sie ihren Kampf fort. Ihre Bemühungen führten zu einer unabhängigen Überprüfung des Projekts durch die Weltbank, die feststellte, dass es schlecht konzipiert war. Infolgedessen zog die indische Regierung die Finanzierung durch die Weltbank zurück. 1995 verfügte der Oberste Gerichtshof Indiens einen Baustopp für den Damm. 2006 war die Erhöhung des größten Staudamms (Sardar-Sarovar-Talsperre) von 111 auf 122 Meter geplant, was die Überflutung weiterer ca. 220 Dörfer bedeutete.
Neben ihrem Engagement im Narmada-Tal gründete Patkar die National Alliance of People’s Movements (NAPM), ein Netzwerk von Aktivisten aus ganz Indien. Sie setzte sich auch für die Rechte von Slumbewohnern in Mumbai ein und protestierte gegen andere umstrittene Projekte wie das Kovvada-Atomkraftwerk und das Tata-Motors-Werk in Singur.

## Auszeichnungen
Für ihr Engagement erhielt sie als Mitgründerin der Narmada Bachao Andolan (NBA) zusammen mit Baba Amte 1991 den Right Livelihood Award. 1992 erhielt sie den Goldman Environmental Prize, 1998 den Amnesty International Menschenrechtspreis. 2005 war sie als eine von 1000 Frauen für den Friedensnobelpreis 2005 nominiert.